# 阿尔及利亚—阿根廷关系
阿尔及利亚—阿根廷关系（西班牙語：Relaciones Argelia-Argentina）是阿尔及利亚民主人民共和国和阿根廷共和国之间的外交关系。两国都是十五国集团、二十四国集团、七十七国集团以及联合国的成员国。

## 历史

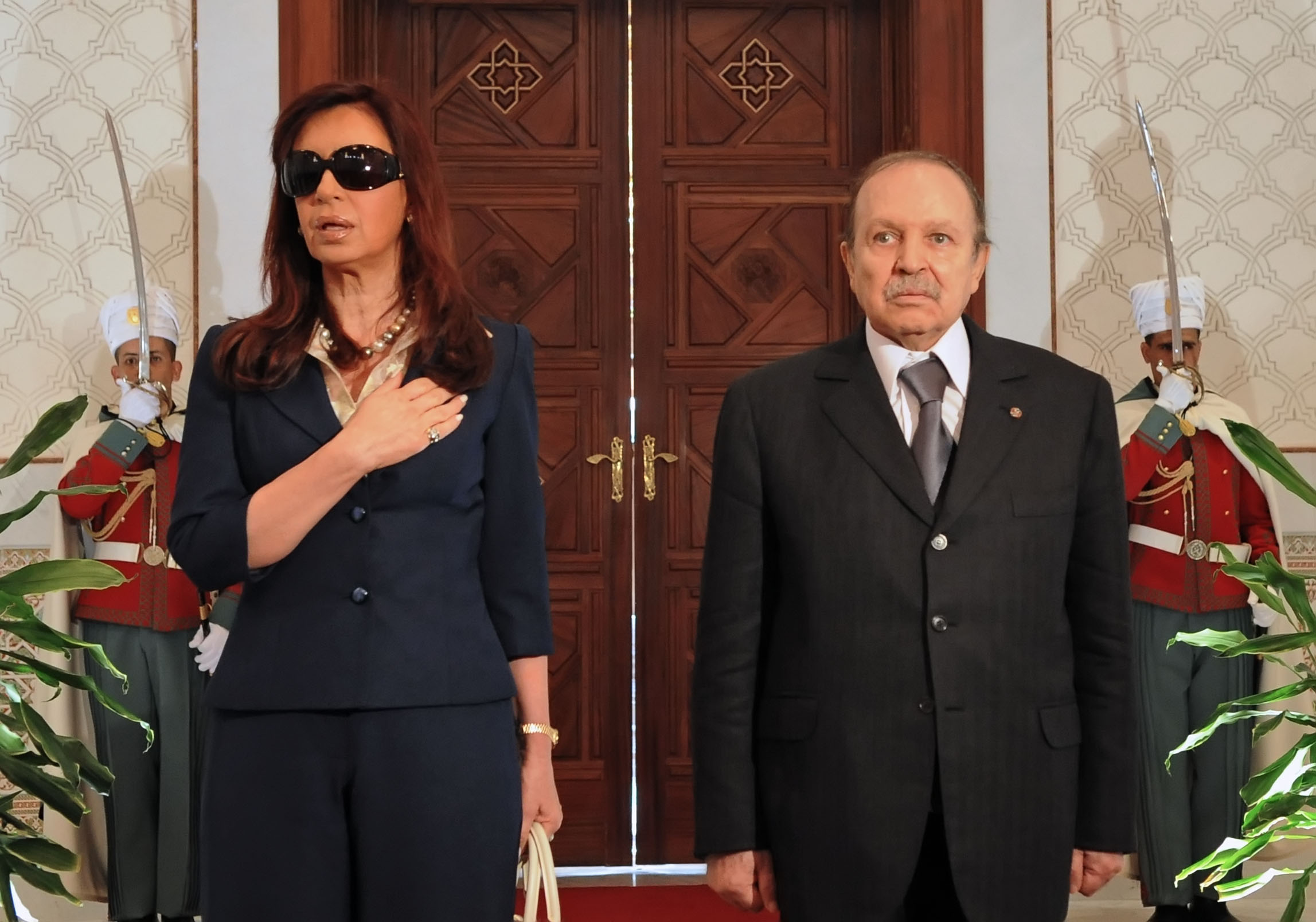
阿尔及利亚总统阿卜杜勒-阿齐兹·布特弗利卡与阿根廷总统克里斯蒂娜·费尔南德斯·德基什内尔，2008年11月摄于阿尔及尔。

阿根廷與阿尔及利亚在19世纪便有非官方往来，1870年至1876年担任阿根廷总统的多明戈·福斯蒂诺·萨米恩托曾于1847年考察在地的教育制度。
1962年3月，阿尔及利亚从法国独立。同年，阿根廷承认阿尔及利亚，并与之建立外交关系。1964年，阿根廷在阿尔及尔设立常驻大使馆。随后，阿尔及利亚亦在布宜诺斯艾利斯开设了大使馆。
胡安·上台後，致力于加强与包括阿尔及利亚在内的第三世界国家的外交联系，阿根廷政府亦于1973年派代表团参加在阿尔及尔举行的第四届不结盟运动峰会。
1984年10月，阿根廷总统劳尔·阿方辛对阿尔及利亚进行正式访问，这是阿根廷国家元首首次访问阿尔及利亚及非洲大陆。 1986年，阿尔及利亚总统沙德利·本·杰迪德回访阿根廷。2008年11月，阿根廷总统克里斯蒂娜·费尔南德斯·德基什内尔对阿尔及利亚进行正式访问，并与阿尔及利亚总统阿卜杜勒-阿齐兹·布特弗利卡会面。
2017年2月，阿根廷外交部长苏珊娜·马尔科拉访问阿尔及利亚，庆祝两国建交超过50周年。

## 双边协议
两国签署了多项双边协议，包括《经济和贸易合作协定》（1983年）、《科技合作协定》（1984年）、《相互促进投资协定》（2000年）、《阿尔及利亚国家空间技术中心与阿根廷国家太空活动委员会的合作协定》（2002年）、《公共卫生和医学科学领域合作协定》（2008年）、《和平利用核能发展合作协定》（2008年）、《文化合作协定》（2008年）、《阿尔及利亚对外贸易促进办公室与阿根廷出口办公室合作协定》（2016年）、《学术合作协定》（2016年）以及《体育合作协定》（2016年）等。